# Élections cantonales de 2001 dans la Somme
Les élections cantonales ont eu lieu les 11 et 18 mars 2001.

## Contexte départemental

### Assemblée départementale sortante
Avant les élections, le conseil général de la Somme est présidé par Fernand Demilly (UDF). Il comprend 46 conseillers généraux issus des 46 cantons de la Somme. 23 d'entre eux sont renouvelables lors de ces élections. 

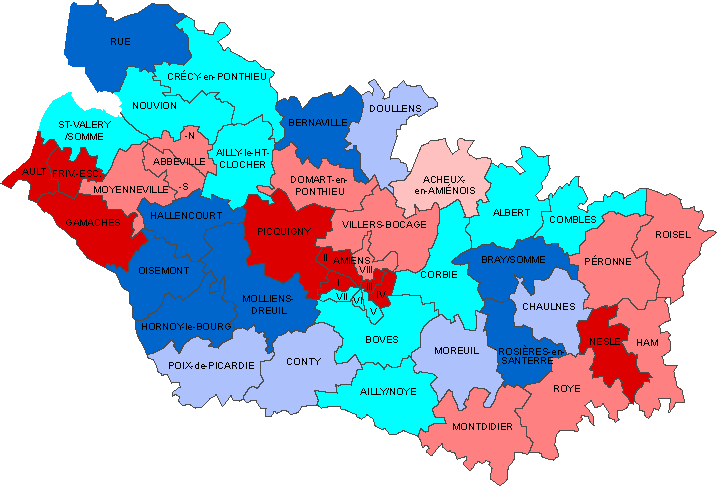
Conseil général avant les élections

| Parti                              | Sigle | Sigle | Élus | Groupe                  |
| ---------------------------------- | ----- | ----- | ---- | ----------------------- |
| Majorité (25 sièges)               |       |       |      |                         |
| Union pour la démocratie française |       | UDF   | 12   | Majorité départementale |
| Rassemblement pour la République   |       | RPR   | 8    | Majorité départementale |
| Divers droite                      |       | DVD   | 5    | Majorité départementale |
| Opposition (21 sièges)             |       |       |      |                         |
| Parti socialiste                   |       | PS    | 11   | Socialiste et apparenté |
| Divers gauche                      |       | DVG   | 1    | Socialiste et apparenté |
| Parti communiste français          |       | PCF   | 8    | Communiste et apparenté |
| Divers gauche                      |       | DVG   | 1    | Communiste et apparenté |
| Président du conseil général       |       |       |      |                         |
| Fernand Demilly (UDF)              |       |       |      |                         |

## Résultats par canton

### Canton d'Abbeville-Sud
| Candidats      | Candidats       | Étiquette      | Premier tour | Premier tour | Second tour | Second tour |
| Candidats      | Candidats       | Étiquette      | Voix         | %            | Voix        | %           |
| -------------- | --------------- | -------------- | ------------ | ------------ | ----------- | ----------- |
|                | Yves Butel      | CPNT           | 2 916        | 39,84        | 3 141       | 51,39       |
|                | Guy Dovergne*   | PS             | 2 776        | 37,92        | 2 971       | 48,61       |
|                | Chantal Leblanc | PCF            | 1 094        | 14,95        | Retrait     | Retrait     |
|                | Thomas Joly     | FN             | 374          | 5,11         |             |             |
|                | Grégoire Demay  | MNR            | 160          | 2,19         |             |             |
|                |                 |                |              |              |             |             |
| Inscrits       | Inscrits        | Inscrits       | 10 930       | 100,00       | 10 925      | 100,00      |
| Abstentions    | Abstentions     | Abstentions    | 3 145        | 28,77        | 4 605       | 42,15       |
| Votants        | Votants         | Votants        | 7 785        | 71,23        | 6 320       | 57,87       |
| Blancs et nuls | Blancs et nuls  | Blancs et nuls | 465          | 5,97         | 208         | 3,29        |
| Exprimés       | Exprimés        | Exprimés       | 7 320        | 94,03        | 6 112       | 96,71       |

*sortant

### Canton d'Ailly-sur-Noye
| Candidats      | Candidats         | Étiquette      | Premier tour | Premier tour | Second tour | Second tour |
| Candidats      | Candidats         | Étiquette      | Voix         | %            | Voix        | %           |
| -------------- | ----------------- | -------------- | ------------ | ------------ | ----------- | ----------- |
|                | Freddy Verecque   | PS             | 1 420        | 33,88        | 1 588       | 40,26       |
|                | Brigitte Lhomme   | DVD            | 1 377        | 32,86        | 2 356       | 59,74       |
|                | Jean-Marie Ricard | DVD            | 965          | 23,03        | Retrait     | Retrait     |
|                | Patrice Dalrue    | FN             | 429          | 10,24        |             |             |
|                |                   |                |              |              |             |             |
| Inscrits       | Inscrits          | Inscrits       | 5 485        | 100,00       | 5 484       | 100,00      |
| Abstentions    | Abstentions       | Abstentions    | 1 107        | 20,18        | 1 323       | 24,12       |
| Votants        | Votants           | Votants        | 4 378        | 79,82        | 4 161       | 75,88       |
| Blancs et nuls | Blancs et nuls    | Blancs et nuls | 187          | 4,27         | 217         | 5,22        |
| Exprimés       | Exprimés          | Exprimés       | 4 191        | 95,73        | 3 944       | 94,78       |

### Canton d'Amiens-Ouest
| Candidats      | Candidats            | Étiquette      | Premier tour | Premier tour | Second tour | Second tour |
| Candidats      | Candidats            | Étiquette      | Voix         | %            | Voix        | %           |
| -------------- | -------------------- | -------------- | ------------ | ------------ | ----------- | ----------- |
|                | Jean-Marie Oger      | UDF            | 1 959        | 32,13        | 2 393       | 48,41       |
|                | Claude Chaidron*     | PCF            | 1 825        | 29,93        | 2 550       | 51,59       |
|                | René Préveral        | PS             | 686          | 11,25        |             |             |
|                | Dominique Roger      | FN             | 614          | 10,07        |             |             |
|                | Maud Ménager-Lemaire | Les Verts      | 480          | 7,87         |             |             |
|                | Jacques Gheeraert    | RPF            | 394          | 6,46         |             |             |
|                | Alphonse Sterz       | MNR            | 140          | 2,30         |             |             |
|                |                      |                |              |              |             |             |
| Inscrits       | Inscrits             | Inscrits       | 11 388       | 100,00       | 11 371      | 100,00      |
| Abstentions    | Abstentions          | Abstentions    | 5 005        | 43,95        | 6 211       | 54,62       |
| Votants        | Votants              | Votants        | 6 383        | 56,05        | 5 160       | 45,38       |
| Blancs et nuls | Blancs et nuls       | Blancs et nuls | 285          | 4,46         | 217         | 4,21        |
| Exprimés       | Exprimés             | Exprimés       | 6 098        | 95,54        | 4 943       | 95,79       |

*sortant

### Canton d'Amiens-Nord-Ouest
| Candidats      | Candidats            | Étiquette      | Premier tour | Premier tour | Second tour | Second tour |
| Candidats      | Candidats            | Étiquette      | Voix         | %            | Voix        | %           |
| -------------- | -------------------- | -------------- | ------------ | ------------ | ----------- | ----------- |
|                | Gérald Maisse*       | PCF            | 1 269        | 32,06        | 1 710       | 61,71       |
|                | Claude Boucher       | UDF            | 611          | 15,44        | 1 061       | 39,29       |
|                | Lionel Payet         | FN             | 477          | 12,05        |             |             |
|                | Hénène Gras-Devismes | PS             | 457          | 11,55        |             |             |
|                | Yves Barret          | RPF            | 437          | 11,04        |             |             |
|                | Olivier Martiel      | Les Verts      | 393          | 9,93         |             |             |
|                | Claude Dauby         | MNR            | 162          | 4,09         |             |             |
|                | Alexis Benzeriga     | PRG            | 152          | 3,84         |             |             |
|                |                      |                |              |              |             |             |
| Inscrits       | Inscrits             | Inscrits       | 7 508        | 100,00       | 7 508       | 100,00      |
| Abstentions    | Abstentions          | Abstentions    | 3 254        | 43,34        | 4 546       | 60,55       |
| Votants        | Votants              | Votants        | 4 254        | 56,66        | 2 962       | 39,45       |
| Blancs et nuls | Blancs et nuls       | Blancs et nuls | 296          | 6,96         | 191         | 6,45        |
| Exprimés       | Exprimés             | Exprimés       | 3 958        | 93,04        | 2 771       | 93,55       |

*sortant

### Canton d'Amiens-Nord-Est
| Candidats      | Candidats                | Étiquette      | Premier tour | Premier tour | Second tour | Second tour |
| Candidats      | Candidats                | Étiquette      | Voix         | %            | Voix        | %           |
| -------------- | ------------------------ | -------------- | ------------ | ------------ | ----------- | ----------- |
|                | Isabelle Griffoin        | UDF            | 1 775        | 29,58        | 2 594       | 57,00       |
|                | René Carouge*            | PCF            | 1 271        | 21,18        | 1 957       | 43,00       |
|                | Frédéric Compagnon       | PS             | 1 028        | 17,13        |             |             |
|                | Philippe Theveniaud      | RPF            | 632          | 10,53        |             |             |
|                | Christophe Porquier      | Les Verts      | 613          | 10,22        |             |             |
|                | Jacqueline Gée-Etancelin | FN             | 494          | 8,23         |             |             |
|                | Marie-Claire Rousselle   | MNR            | 187          | 3,12         |             |             |
|                |                          |                |              |              |             |             |
| Inscrits       | Inscrits                 | Inscrits       | 10 829       | 100,00       | 10 813      | 100,00      |
| Abstentions    | Abstentions              | Abstentions    | 4 523        | 41,77        | 5 679       | 52,52       |
| Votants        | Votants                  | Votants        | 6 306        | 58,23        | 5 134       | 47,48       |
| Blancs et nuls | Blancs et nuls           | Blancs et nuls | 306          | 4,85         | 583         | 11,36       |
| Exprimés       | Exprimés                 | Exprimés       | 6 000        | 95,15        | 4 551       | 88,64       |

*sortant

### Canton d'Amiens-Nord
| Candidats      | Candidats          | Étiquette      | Premier tour | Premier tour | Second tour | Second tour |
| Candidats      | Candidats          | Étiquette      | Voix         | %            | Voix        | %           |
| -------------- | ------------------ | -------------- | ------------ | ------------ | ----------- | ----------- |
|                | Francis Lecul*     | PS             | 1 352        | 27,63        | 2 092       | 56,88       |
|                | Brigitte Fouré     | UDF            | 1 309        | 26,75        | 1 586       | 43,12       |
|                | Jacques Vallas     | RPF            | 564          | 11,53        |             |             |
|                | Eric Debord        | Les Verts      | 421          | 8,60         |             |             |
|                | Patrick Kaczmarek  | PCF            | 389          | 7,95         |             |             |
|                | Jean-Paul Montigny | FN             | 371          | 7,58         |             |             |
|                | Adnnane Abdellatif | DVD            | 353          | 7,21         |             |             |
|                | Yves Dupille       | MNR            | 134          | 2,74         |             |             |
|                |                    |                |              |              |             |             |
| Inscrits       | Inscrits           | Inscrits       | 8 960        | 100,00       | 8 960       | 100,00      |
| Abstentions    | Abstentions        | Abstentions    | 3 820        | 42,63        | 5 014       | 55,96       |
| Votants        | Votants            | Votants        | 5 140        | 57,37        | 3 946       | 44,04       |
| Blancs et nuls | Blancs et nuls     | Blancs et nuls | 247          | 4,81         | 268         | 6,79        |
| Exprimés       | Exprimés           | Exprimés       | 4 893        | 95,19        | 3 678       | 93,21       |

*sortant

### Canton de Bernaville
| Candidats      | Candidats            | Étiquette      | Premier tour | Premier tour | Second tour | Second tour |
| Candidats      | Candidats            | Étiquette      | Voix         | %            | Voix        | %           |
| -------------- | -------------------- | -------------- | ------------ | ------------ | ----------- | ----------- |
|                | Thérèse Hart*        | RPR            | 1 084        | 32,14        | 1 208       | 36,41       |
|                | Laurent Somon        | DVD            | 1 078        | 31,96        | 1 417       | 42,71       |
|                | Dominique Hersin     | DVG            | 684          | 20,28        | 693         | 20,89       |
|                | Jean-Luc Deramecourt | CR             | 207          | 6,14         |             |             |
|                | André Rivière        | FN             | 152          | 4,51         |             |             |
|                | Régine Pruvot        | PCF            | 116          | 3,44         |             |             |
|                | Pierre-Emmanuel Plez | MNR            | 52           | 1,54         |             |             |
|                |                      |                |              |              |             |             |
| Inscrits       | Inscrits             | Inscrits       | 4 074        | 100,00       | 4 074       | 100,00      |
| Abstentions    | Abstentions          | Abstentions    | 531          | 13,03        | 644         | 15,81       |
| Votants        | Votants              | Votants        | 3 543        | 86,97        | 3 430       | 84,19       |
| Blancs et nuls | Blancs et nuls       | Blancs et nuls | 170          | 4,80         | 112         | 3,27        |
| Exprimés       | Exprimés             | Exprimés       | 3 373        | 95,20        | 3 318       | 96,73       |

*sortant

### Canton de Boves
|                | Olivier Jardé*        | UDF            | 5 576  | 55,89  |  |  |
|                | Lise Rochowiak-Moreau | PS             | 1 409  | 14,12  |  |  |
|                | Jean-Louis Légal      | Les Verts      | 1 263  | 12,66  |  |  |
|                | Norbert Dupret        | FN             | 861    | 8,63   |  |  |
|                | Dany Letierce         | PCF            | 606    | 6,07   |  |  |
|                | Marie-Paule Michaud   | MNR            | 262    | 2,63   |  |  |
|                |                       |                |        |        |  |  |
| Inscrits       | Inscrits              | Inscrits       | 14 093 | 100,00 |  |  |
| Abstentions    | Abstentions           | Abstentions    | 3 613  | 25,64  |  |  |
| Votants        | Votants               | Votants        | 10 480 | 74,36  |  |  |
| Blancs et nuls | Blancs et nuls        | Blancs et nuls | 503    | 4,80   |  |  |
| Exprimés       | Exprimés              | Exprimés       | 9 977  | 95,20  |  |  |

*sortant

### Canton de Bray-sur-Somme
| Candidats      | Candidats         | Étiquette      | Premier tour | Premier tour | Second tour | Second tour |
| Candidats      | Candidats         | Étiquette      | Voix         | %            | Voix        | %           |
| -------------- | ----------------- | -------------- | ------------ | ------------ | ----------- | ----------- |
|                | Marcel Guyot*     | RPR            | 1 204        | 30,40        | 1 284       | 35,40       |
|                | Daniel Lagache    | DVD            | 1 062        | 26,81        | 1 285       | 35,43       |
|                | Jean-Louis Grévin | CPNT           | 751          | 18,96        | 629         | 17,34       |
|                | Jacques Rivière   | PS             | 525          | 13,25        | 429         | 11,83       |
|                | Raynald Brasseur  | FN             | 204          | 5,15         |             |             |
|                | Joël Peuvot       | PCF            | 166          | 4,19         |             |             |
|                | Francis Rousselle | MNR            | 49           | 1,24         |             |             |
|                |                   |                |              |              |             |             |
| Inscrits       | Inscrits          | Inscrits       | 4 741        | 100,00       | 4 741       | 100,00      |
| Abstentions    | Abstentions       | Abstentions    | 636          | 13,41        | 1 033       | 21,79       |
| Votants        | Votants           | Votants        | 4 105        | 86,59        | 3 708       | 78,21       |
| Blancs et nuls | Blancs et nuls    | Blancs et nuls | 144          | 3,51         | 81          | 2,18        |
| Exprimés       | Exprimés          | Exprimés       | 3 961        | 96,49        | 3 627       | 97,82       |

*sortant

### Canton de Chaulnes
|                | Philippe Cheval*              | DVD            | 2 285 | 58,40  |  |  |
|                | Thierry Linéatte              | PS             | 1 109 | 28,34  |  |  |
|                | Valérie Demarest              | FN             | 322   | 8,23   |  |  |
|                | Marie-Françoise Douay-Leblanc | PCF            | 197   | 5,03   |  |  |
|                |                               |                |       |        |  |  |
| Inscrits       | Inscrits                      | Inscrits       | 4 925 | 100,00 |  |  |
| Abstentions    | Abstentions                   | Abstentions    | 860   | 17,46  |  |  |
| Votants        | Votants                       | Votants        | 4 065 | 82,54  |  |  |
| Blancs et nuls | Blancs et nuls                | Blancs et nuls | 152   | 3,74   |  |  |
| Exprimés       | Exprimés                      | Exprimés       | 3 913 | 96,26  |  |  |

*sortant

### Canton de Crécy-en-Ponthieu
|                | Régis Lécuyer*  | UDF            | 2 599 | 64,19  |  |  |
|                | Valérie Dissaux | PS             | 765   | 18,89  |  |  |
|                | Pierre Brissy   | PRG            | 491   | 12,13  |  |  |
|                | Bernard Flutte  | PCF            | 194   | 4,79   |  |  |
|                |                 |                |       |        |  |  |
| Inscrits       | Inscrits        | Inscrits       | 4 944 | 100,00 |  |  |
| Abstentions    | Abstentions     | Abstentions    | 599   | 12,12  |  |  |
| Votants        | Votants         | Votants        | 4 345 | 87,88  |  |  |
| Blancs et nuls | Blancs et nuls  | Blancs et nuls | 296   | 6,81   |  |  |
| Exprimés       | Exprimés        | Exprimés       | 4 049 | 93,19  |  |  |

*sortant

### Canton de Domart-en-Ponthieu
|                | Gilbert Temmermann* | PS             | 3 184 | 53,01  |  |  |
|                | Nicole Cayeux       | CPNT           | 1 809 | 30,11  |  |  |
|                | Manuel Dupré        | PCF            | 596   | 9,92   |  |  |
|                | Jean-Robert Croutte | MNR            | 418   | 6,96   |  |  |
|                |                     |                |       |        |  |  |
| Inscrits       | Inscrits            | Inscrits       | 8 061 | 100,00 |  |  |
| Abstentions    | Abstentions         | Abstentions    | 1 693 | 21,00  |  |  |
| Votants        | Votants             | Votants        | 6 368 | 79,00  |  |  |
| Blancs et nuls | Blancs et nuls      | Blancs et nuls | 361   | 5,67   |  |  |
| Exprimés       | Exprimés            | Exprimés       | 6 007 | 94,33  |  |  |

*sortant

### Canton d'Hallencourt
| Candidats      | Candidats                   | Étiquette      | Premier tour | Premier tour | Second tour | Second tour |
| Candidats      | Candidats                   | Étiquette      | Voix         | %            | Voix        | %           |
| -------------- | --------------------------- | -------------- | ------------ | ------------ | ----------- | ----------- |
|                | Pierre Martin*              | RPR            | 2 054        | 43,54        | 2 220       | 49,91       |
|                | Joël Girard                 | CPNT           | 973          | 20,63        | 1 093       | 24,57       |
|                | Christine Vasseur           | PS             | 740          | 15,69        | 1 135       | 25,52       |
|                | Max Benoit                  | MDC            | 704          | 14,92        | Retrait     | Retrait     |
|                | Jacqueline Bricour-Brasseur | FN             | 246          | 5,22         |             |             |
|                |                             |                |              |              |             |             |
| Inscrits       | Inscrits                    | Inscrits       | 5 900        | 100,00       | 5 900       | 100,00      |
| Abstentions    | Abstentions                 | Abstentions    | 961          | 16,29        | 1 271       | 21,54       |
| Votants        | Votants                     | Votants        | 4 939        | 83,71        | 4 629       | 78,46       |
| Blancs et nuls | Blancs et nuls              | Blancs et nuls | 222          | 4,49         | 181         | 3,91        |
| Exprimés       | Exprimés                    | Exprimés       | 4 717        | 95,51        | 4 448       | 96,09       |

*sortant

### Canton de Ham
| Candidats      | Candidats         | Étiquette      | Premier tour | Premier tour | Second tour | Second tour |
| Candidats      | Candidats         | Étiquette      | Voix         | %            | Voix        | %           |
| -------------- | ----------------- | -------------- | ------------ | ------------ | ----------- | ----------- |
|                | Jean Boitel*      | PS             | 3 199        | 46,80        | 3 729       | 62,77       |
|                | Marc Bonef        | RPR            | 2 066        | 30,23        | 2 212       | 37,23       |
|                | Danielle Destenay | Les Verts      | 551          | 8,06         |             |             |
|                | Nicole Rivière    | FN             | 505          | 7,39         |             |             |
|                | Hélène Parsy      | PCF            | 359          | 5,25         |             |             |
|                | Marguerite Dauby  | MNR            | 155          | 2,27         |             |             |
|                |                   |                |              |              |             |             |
| Inscrits       | Inscrits          | Inscrits       | 9 737        | 100,00       | 9 739       | 100,00      |
| Abstentions    | Abstentions       | Abstentions    | 2 576        | 26,46        | 3 565       | 36,61       |
| Votants        | Votants           | Votants        | 7 161        | 73,54        | 6 174       | 63,39       |
| Blancs et nuls | Blancs et nuls    | Blancs et nuls | 326          | 4,55         | 233         | 3,77        |
| Exprimés       | Exprimés          | Exprimés       | 6 835        | 95,45        | 5 941       | 96,23       |

*sortant

### Canton de Hornoy-le-Bourg
| Candidats      | Candidats                    | Étiquette      | Premier tour | Premier tour | Second tour | Second tour |
| Candidats      | Candidats                    | Étiquette      | Voix         | %            | Voix        | %           |
| -------------- | ---------------------------- | -------------- | ------------ | ------------ | ----------- | ----------- |
|                | Daniel Capon*                | RPR            | 1 513        | 42,37        | 1 792       | 50,11       |
|                | Colette Michaux              | PS             | 1 290        | 36,12        | 1 784       | 49,89       |
|                | Jean-Jacques Iriarte-Arriola | PCF            | 470          | 13,16        | Retrait     | Retrait     |
|                | Serge Rabeuf                 | FN             | 298          | 8,35         |             |             |
|                |                              |                |              |              |             |             |
| Inscrits       | Inscrits                     | Inscrits       | 4 596        | 100,00       | 4 595       | 100,00      |
| Abstentions    | Abstentions                  | Abstentions    | 773          | 16,82        | 839         | 18,26       |
| Votants        | Votants                      | Votants        | 3 823        | 83,18        | 3 756       | 81,74       |
| Blancs et nuls | Blancs et nuls               | Blancs et nuls | 252          | 6,59         | 180         | 4,79        |
| Exprimés       | Exprimés                     | Exprimés       | 3 571        | 93,41        | 3 576       | 95,21       |

*sortant

### Canton de Moreuil
|                | Pierre Boulanger*     | DVD            | 3 443 | 53,31  |  |  |
|                | Daniel Fournier       | PS             | 914   | 14,15  |  |  |
|                | Guy Bonningues        | DVG            | 823   | 12,74  |  |  |
|                | Jean-Bernard Gervoise | PCF            | 771   | 11,94  |  |  |
|                | Norbert Fontaine      | FN             | 508   | 7,86   |  |  |
|                |                       |                |       |        |  |  |
| Inscrits       | Inscrits              | Inscrits       | 8 627 | 100,00 |  |  |
| Abstentions    | Abstentions           | Abstentions    | 1 886 | 21,86  |  |  |
| Votants        | Votants               | Votants        | 6 741 | 78,14  |  |  |
| Blancs et nuls | Blancs et nuls        | Blancs et nuls | 282   | 4,18   |  |  |
| Exprimés       | Exprimés              | Exprimés       | 6 459 | 95,82  |  |  |

*sortant

### Canton de Nouvion
|                | Philippe Beauvisage* | UDF            | 3 288 | 66,82  |  |  |
|                | Jean-Claude Buisine  | PS             | 1 277 | 25,95  |  |  |
|                | Tanguy du Mesnil     | FN             | 356   | 7,23   |  |  |
|                |                      |                |       |        |  |  |
| Inscrits       | Inscrits             | Inscrits       | 6 171 | 100,00 |  |  |
| Abstentions    | Abstentions          | Abstentions    | 965   | 15,64  |  |  |
| Votants        | Votants              | Votants        | 5 206 | 84,36  |  |  |
| Blancs et nuls | Blancs et nuls       | Blancs et nuls | 285   | 5,47   |  |  |
| Exprimés       | Exprimés             | Exprimés       | 4 921 | 94,53  |  |  |

*sortant

### Canton d'Oisemont
|                | Jérôme Bignon*      | RPR            | 2 036 | 52,02  |  |  |
|                | Jean-Claude Maurice | PS             | 1 156 | 29,54  |  |  |
|                | Michel Quignon      | PCF            | 416   | 10,63  |  |  |
|                | Henry des Minières  | FN             | 250   | 6,39   |  |  |
|                | Edouard Desmarets   | MNR            | 56    | 1,43   |  |  |
|                |                     |                |       |        |  |  |
| Inscrits       | Inscrits            | Inscrits       | 4 974 | 100,00 |  |  |
| Abstentions    | Abstentions         | Abstentions    | 783   | 15,74  |  |  |
| Votants        | Votants             | Votants        | 4 191 | 84,26  |  |  |
| Blancs et nuls | Blancs et nuls      | Blancs et nuls | 277   | 6,61   |  |  |
| Exprimés       | Exprimés            | Exprimés       | 3 914 | 93,39  |  |  |

*sortant

### Canton de Péronne
| Candidats      | Candidats         | Étiquette      | Premier tour | Premier tour | Second tour | Second tour |
| Candidats      | Candidats         | Étiquette      | Voix         | %            | Voix        | %           |
| -------------- | ----------------- | -------------- | ------------ | ------------ | ----------- | ----------- |
|                | Pierre Linéatte*  | PS             | 3 838        | 43,51        | 4 177       | 52,89       |
|                | Pierre Barbier    | RPR            | 3 618        | 41,02        | 3 720       | 47,11       |
|                | Denis Charpentier | PCF            | 759          | 8,60         |             |             |
|                | Serge Delannoy    | MNR            | 606          | 6,87         |             |             |
|                |                   |                |              |              |             |             |
| Inscrits       | Inscrits          | Inscrits       | 12 491       | 100,00       | 12 491      | 100,00      |
| Abstentions    | Abstentions       | Abstentions    | 3 278        | 26,24        | 4 338       | 34,73       |
| Votants        | Votants           | Votants        | 9 213        | 73,76        | 8 153       | 65,27       |
| Blancs et nuls | Blancs et nuls    | Blancs et nuls | 392          | 4,25         | 256         | 3,14        |
| Exprimés       | Exprimés          | Exprimés       | 8 821        | 95,75        | 7 897       | 96,86       |

*sortant

### Canton de Picquigny
| Candidats      | Candidats       | Étiquette      | Premier tour | Premier tour | Second tour | Second tour |
| Candidats      | Candidats       | Étiquette      | Voix         | %            | Voix        | %           |
| -------------- | --------------- | -------------- | ------------ | ------------ | ----------- | ----------- |
|                | René Lognon*    | PCF            | 4 467        | 43,82        | 5 141       | 59,15       |
|                | Jean Pilniak    | CPNT           | 2 424        | 23,78        | 3 550       | 40,85       |
|                | Xavier Herbette | RPR            | 1 613        | 15,82        | Retrait     | Retrait     |
|                | Chantal Boulet  | PS             | 1 071        | 10,51        |             |             |
|                | Sylvain Marcel  | MNR            | 619          | 6,07         |             |             |
|                |                 |                |              |              |             |             |
| Inscrits       | Inscrits        | Inscrits       | 13 704       | 100,00       | 13 701      | 100,00      |
| Abstentions    | Abstentions     | Abstentions    | 2 938        | 21,44        | 4 376       | 31,94       |
| Votants        | Votants         | Votants        | 10 766       | 78,56        | 9 325       | 68,06       |
| Blancs et nuls | Blancs et nuls  | Blancs et nuls | 572          | 5,31         | 634         | 6,80        |
| Exprimés       | Exprimés        | Exprimés       | 10 194       | 94,69        | 8 691       | 93,20       |

*sortant

### Canton de Poix-de-Picardie
| Candidats      | Candidats      | Étiquette      | Premier tour | Premier tour |
| Candidats      | Candidats      | Étiquette      | Voix         | %            |
| -------------- | -------------- | -------------- | ------------ | ------------ |
|                | Pierre Daniel* | DVD            | 2 464        | 57,66        |
|                | Marc Dewaele   | DVD            | 775          | 18,14        |
|                | Mélanie Gaudon | PS             | 421          | 9,85         |
|                | Pascal Payet   | FN             | 309          | 7,23         |
|                | Bernard Carré  | DVG            | 304          | 7,11         |
|                |                |                |              |              |
| Inscrits       | Inscrits       | Inscrits       | 5 485        | 100,00       |
| Abstentions    | Abstentions    | Abstentions    | 1 021        | 18,61        |
| Votants        | Votants        | Votants        | 4 464        | 81,39        |
| Blancs et nuls | Blancs et nuls | Blancs et nuls | 191          | 4,28         |
| Exprimés       | Exprimés       | Exprimés       | 4 273        | 95,72        |

*sortant

### Canton de Rosières-en-Santerre
| Candidats      | Candidats        | Étiquette      | Premier tour | Premier tour |
| Candidats      | Candidats        | Étiquette      | Voix         | %            |
| -------------- | ---------------- | -------------- | ------------ | ------------ |
|                | José Sueur       | UDF            | 2 441        | 51,26        |
|                | Bertrand Auvray  | PS             | 1 265        | 26,56        |
|                | Michel Lefèvre   | PCF            | 699          | 14,68        |
|                | Brigitte Bouvier | FN             | 273          | 5,73         |
|                | Georges Baron    | MNR            | 84           | 1,76         |
|                |                  |                |              |              |
| Inscrits       | Inscrits         | Inscrits       | 6 222        | 100,00       |
| Abstentions    | Abstentions      | Abstentions    | 1 159        | 18,63        |
| Votants        | Votants          | Votants        | 5 063        | 81,37        |
| Blancs et nuls | Blancs et nuls   | Blancs et nuls | 301          | 5,95         |
| Exprimés       | Exprimés         | Exprimés       | 4 762        | 94,05        |

### Canton de Roye
|                | Georges Loisier    | DVD            | 3 312 | 50,28  |  |  |
|                | Christine Lefebvre | PS             | 2 691 | 40,85  |  |  |
|                | Patrice Caron      | PCF            | 584   | 8,87   |  |  |
|                |                    |                |       |        |  |  |
| Inscrits       | Inscrits           | Inscrits       | 9 347 | 100,00 |  |  |
| Abstentions    | Abstentions        | Abstentions    | 2 332 | 24,95  |  |  |
| Votants        | Votants            | Votants        | 7 015 | 75,05  |  |  |
| Blancs et nuls | Blancs et nuls     | Blancs et nuls | 428   | 6,10   |  |  |
| Exprimés       | Exprimés           | Exprimés       | 6 587 | 93,90  |  |  |

### Canton de Saint-Valery-sur-Somme
| Candidats      | Candidats            | Étiquette      | Premier tour | Premier tour | Second tour | Second tour |
| Candidats      | Candidats            | Étiquette      | Voix         | %            | Voix        | %           |
| -------------- | -------------------- | -------------- | ------------ | ------------ | ----------- | ----------- |
|                | Nicolas Lottin       | CPNT           | 2 134        | 29,40        | 2 681       | 38,13       |
|                | Stéphane Haussoulier | UDF            | 1 443        | 19,88        | 1 884       | 26,80       |
|                | Yvonne Perruchot     | RPR            | 1 210        | 16,67        | 1 391       | 19,78       |
|                | Gaëtan Hecquet       | PS             | 963          | 13,27        | 1 075       | 15,29       |
|                | Christine Delabie    | DVD            | 819          | 11,28        |             |             |
|                | Pierre Sageot        | PCF            | 423          | 5,83         |             |             |
|                | Fabrice Lengelé      | FN             | 266          | 3,66         |             |             |
|                |                      |                |              |              |             |             |
| Inscrits       | Inscrits             | Inscrits       | 9 250        | 100,00       | 9 250       | 100,00      |
| Abstentions    | Abstentions          | Abstentions    | 1 693        | 18,30        | 1 981       | 21,42       |
| Votants        | Votants              | Votants        | 7 557        | 81,70        | 7 269       | 78,58       |
| Blancs et nuls | Blancs et nuls       | Blancs et nuls | 299          | 3,96         | 238         | 3,27        |
| Exprimés       | Exprimés             | Exprimés       | 7 258        | 96,04        | 7 031       | 96,73       |

## Conseil général élu

### Liste des élus
| Canton                 | Conseiller sortant  | Étiquette  | Candidat élu        | Étiquette |
| ---------------------- | ------------------- | ---------- | ------------------- | --------- |
| Abbeville-Sud          | Guy Dovergne        | PS         | Yves Butel          | CPNT      |
| Ailly-sur-Noye         | Olivier Classen *   | UDF        | Brigitte Lhomme     | DVD       |
| Amiens-Ouest           | Claude Chaidron     | PCF        | Claude Chaidron     | PCF       |
| Amiens-Nord-Ouest      | Gérald Maisse       | PCF        | Gérald Maisse       | PCF       |
| Amiens-Nord-Est        | René Carouge        | PCF        | Isabelle Griffoin   | UDF       |
| Amiens-Nord            | Francis Lecul       | PS         | Francis Lecul       | PS        |
| Bernaville             | Thérèse Hart        | RPR        | Laurent Somon       | DVD       |
| Boves                  | Olivier Jardé       | UDF        | Olivier Jardé       | UDF       |
| Bray-sur-Somme         | Marcel Guyot        | RPR        | Daniel Lagache      | DVD       |
| Chaulnes               | Philippe Cheval     | DVD        | Philippe Cheval     | DVD       |
| Crécy-en-Ponthieu      | Régis Lécuyer       | UDF        | Régis Lécuyer       | UDF       |
| Domart-en-Ponthieu     | Gilbert Temmermann  | PS         | Gilbert Temmermann  | PS        |
| Hallencourt            | Pierre Martin       | RPR        | Pierre Martin       | RPR       |
| Ham                    | Jean Boitel         | PS         | Jean Boitel         | PS        |
| Hornoy-le-Bourg        | Daniel Capon        | RPR        | Daniel Capon        | RPR       |
| Moreuil                | Pierre Boulanger    | DVD        | Pierre Boulanger    | DVD       |
| Nouvion                | Philippe Beauvisage | UDF        | Philippe Beauvisage | UDF       |
| Oisemont               | Jérôme Bignon       | RPR        | Jérôme Bignon       | RPR       |
| Péronne                | Pierre Linéatte     | PS         | Pierre Linéatte     | PS        |
| Picquigny              | René Lognon         | PCF        | René Lognon         | PCF       |
| Poix-de-Picardie       | Pierre Daniel       | DVD        | Pierre Daniel       | DVD       |
| Rosières-en-Santerre   | Jacques Trobas *    | RPR        | José Sueur          | UDF       |
| Roye                   | Jacques Fleury ¹    | PS         | Georges Loisier     | DVD       |
| Saint-Valery-sur-Somme | Pierre Dingremont * | UDF (app.) | Nicolas Lottin      | CPNT      |

*Conseillers généraux sortants ne se représentant pas
¹ Siège vacant à la suite de la démission de Jacques Fleury pour cumul de mandats.

### Élus
| Partis       | Partis                             | Conseillers sortants | Conseillers élus | Évolution     |
| ------------ | ---------------------------------- | -------------------- | ---------------- | ------------- |
|              | Divers droite                      | 3                    | 7                | 4             |
|              | Union pour la démocratie française | 5                    | 5                | en stagnation |
|              | Rassemblement pour la République   | 6                    | 3                | 3             |
| Total Droite | Total Droite                       | 14                   | 15               | 1             |
|              | Parti socialiste                   | 6                    | 4                | 2             |
|              | Parti communiste français          | 4                    | 3                | 1             |
| Total Gauche | Total Gauche                       | 10                   | 7                | 3             |
|              | Chasse, pêche, nature et tradition | 0                    | 2                | 2             |
| Total Divers | Total Divers                       | 0                    | 2                | 2             |

### Groupes politiques

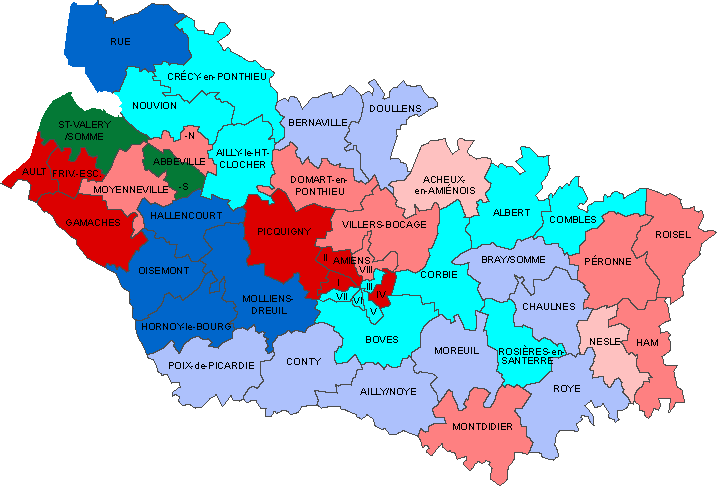
Conseil général après les élections

| Parti                               | Sigle | Sigle | Élus | Groupe                  |
| ----------------------------------- | ----- | ----- | ---- | ----------------------- |
| Majorité (26 sièges)                |       |       |      |                         |
| Union pour la démocratie française  |       | UDF   | 12   | Majorité départementale |
| Divers droite                       |       | DVD   | 9    | Majorité départementale |
| Rassemblement pour la République    |       | RPR   | 5    | Majorité départementale |
| Opposition (18 sièges)              |       |       |      |                         |
| Parti socialiste                    |       | PS    | 9    | Socialiste et apparenté |
| Divers gauche                       |       | DVG   | 1    | Socialiste et apparenté |
| Parti communiste français           |       | PCF   | 7    | Communiste et apparenté |
| Divers gauche                       |       | DVG   | 1    | Communiste et apparenté |
| Divers (2 sièges)                   |       |       |      |                         |
| Chasse, pêche, nature et traditions |       | CPNT  | 2    | CPNT                    |
| Président du conseil général        |       |       |      |                         |
| Alain Gest (UDF)                    |       |       |      |                         |

### Exécutif
| Titulaire | Titulaire           | Fonction            | Compétences                                                               |
| --------- | ------------------- | ------------------- | ------------------------------------------------------------------------- |
|           | Alain Gest          | Président           |                                                                           |
|           | Jean-Claude Broutin | 1er vice-président  | Logement, urbanisme et fonctionnement du Conseil général                  |
|           | Pierre Martin       | 2e vice-président   | Éducation, sports et loisirs                                              |
|           | Pierre Daniel       | 3e vice-président   | Infrastructures et sécurité incendie                                      |
|           | Hubert Henno        | 4e vice-président   | Relations internationales                                                 |
|           | Pierre Bamière      | 5e vice-président   | Tourisme                                                                  |
|           | Christian Vlaeminck | 6e vice-président   | Finances départementales                                                  |
|           | Jérôme Bignon       | 7e vice-président   | Cadre de vie et environnement                                             |
|           | Philippe Beauvisage | 8e vice-président   | Interventions économiques et développement agricole                       |
|           | Georges Loisier     | 9e vice-président   | Action sociale                                                            |
|           | Philippe Cheval     | 10e vice-président  | Culture                                                                   |
|           | Daniel Dubois       | 11e vice-président  | Porte-parole du Conseil général, communication et personnel départemental |
|           | Isabelle Griffoin   | 12e vice-présidente | Action en faveur des personnes âgées                                      |